# PAD (télévision)
Pour les articles homonymes, voir PAD.
Le PAD (pour prêt à diffuser) est le produit vidéo tel qu'il est livré pour acceptation aux chaînes de télévision, respectant au plus près les demandes techniques des diffuseurs liant le producteur au diffuseur.
Ces normes et recommandations sont définies en France par la CST en collaboration avec la FICAM, l'organisation de professionnels HD Forum et pour la télévision HD, en liaison avec l'EBU, European Broadcasting Union.

## Définition
Le Prêt à diffuser ou PAD ou P.A.D. est, dans le milieu de la radio et de la télévision, le support livré au diffuseur pour une fiction (cinéma ou télévisuelle), un documentaire, une captation de spectacle vivant, une émission ou un reportage. Il doit répondre à un certain nombre de critères techniques, normés et recommandés pouvant varier suivant les genres de programmes.
L'utilisation du PAD tend à garantir une certaine qualité technique, de régler les niveaux avant diffusion, de permettre l'identification du programme sur le support et de fournir un cahier des charges techniques aux producteurs pouvant servir de document de référence en cas de litige. Les normes concernant les timecodes d'entrée et de sortie de chaque élément du PAD permettent d'uniformiser la lecture automatique des bandes par des robots de diffusion ; une bande ne respectant pas ces indications serait automatiquement refusée par un diffuseur en raison de l'impossibilité de la lire correctement sur ses robots et serveurs.

## Historique

### France
Des recommandations édictées par l'ancien SNVC puis peaufinées par la FIMM, qui fusionne avec la FICAM, laquelle participe aux nouvelles normes et recommandations rendues nécessaires à l'apparition de la télévision Haute Définition avec d'autres organismes.

## Le PAD cassette
Les normes PAD concernant le contenu et la nature des supports de livraison peuvent varier dans le détails selon les diffuseurs, il convient donc de réaliser les PAD en fonction de ces normes données par ce diffuseur dans le contrat passé avec le producteur. Les variations concernent notamment les timecodes de début et de fin de chaque élément, les informations d'identification, il est assez fréquent de ne pas avoir de décompte et la première image du programme doit en règle générale se situer à un timecode rond (le plus souvent 01:00:00:00).
Le PAD est composé, traditionnellement jusque qu'à la fin des années 2000, d'un support sur cassette video professionnelle : Beta Numérique pour le SD et pour le HD: HDCAM ou HDCAM SR, Il tend, depuis les années 2010 à être remplacé par des fichiers numériques.
- dans tous les cas:
  - d'une fiche de renseignement commune aux formats SD et HD
- dans le cas d'un PAD HD, il sera accompagné:
  - d'une Fiche d’information de mixage (remplie en principe par le mixeur)
  - d'une Fiche d’information d’encodage Dolby E (remplie par le laboratoire)

### PAD SD
L'exemple qui suit est de type de PAD de reportage datant des années 2000.
| SECTION        | DUREE     | VIDEO                       | AUDIO 1/2                                                                        | AUDIO 3/4                               | Time Code                                                      |
| -------------- | --------- | --------------------------- | -------------------------------------------------------------------------------- | --------------------------------------- | -------------------------------------------------------------- |
| Protection     | 10 s      | VIERGE                      | VIERGE                                                                           | VIERGE                                  | VIERGE                                                         |
| Réglages       | 1 à 2 min | mire de barres              | Signal de référence souvent 1 kHz en phase sur les deux pistes à -18 ou -20 dBfs | soit identique à audio 1/2 soit silence | Time code continu et progressif ne passant pas par 00:00:00:00 |
| Identification | 20 s      | Panneau (facultatif)        | identification (facultatif)                                                      | soit identique à audio 1/2 soit silence | Time code continu et progressif ne passant pas par 00:00:00:00 |
| Repérage       | 8 s       | Décompte 10 à 3             | Bip de 1 kHz sur la première image du nombre                                     | soit identique à audio 1/2 soit silence | Time code continu et progressif ne passant pas par 00:00:00:00 |
| Amorce         | 2 s       | Noir                        | Silence                                                                          | soit identique à audio 1/2 soit silence | Time code continu et progressif ne passant pas par 00:00:00:00 |
| Programme      | X         | respect de la norme UER N10 | respect de la recommandation UER R68                                             | soit identique à audio 1/2 soit silence | Time code continu et progressif ne passant pas par 00:00:00:00 |
| Amorce de fin  | > 30 s    | Noir                        | Silence                                                                          | Silence                                 | Time code continu et progressif ne passant pas par 00:00:00:00 |

Le tableau suivant représente la norme d'amorçage PAD de Canal+ pour les programmes de stock représentative des normes SD en vigueur dans les années 2000 pour les chaines de télévision françaises. Le PAD doit être en PAL
| Timecode                                            | Image | Audio |
| --------------------------------------------------- | --- | --- |
| 09:58:00:00                                         | Mire de barres - 100 % luminance - 75 % Chrominance | \| Mono \| Stereo \| \| 1000 Hz continu à -18 dBFS \| A1: 1000 Hz intermittent à -18 dBFS A2: 1000 Hz continu à -18 dBFS \| |
| 09:59:00:00                                         | identification: - numéro d'affaire - titre du programme - sous-titre et/ou numéro d'épisode - durée - nature du son (mono, stéréo ou LtRt) - assignation des pistes audio - format vidéo (4/3, 16/9) - format film (1,33, 1,66, 1,85...) | silence |
| 09:59:50:00                                         | - décompte de 10 s à 3 s puis noir - mention claire du format image - mention claire du type de son (mono, stéréo, LtRt) | silence |
| 10:00:00:00                                         | Programme - Niveau luminance compris entre 300 mV et 1 V - Niveau chrominance compris entre 0 et 350 mV | Programme - Niveau audio maximal à -9 dBFS (jusqu'en 2011, 2012)                                                            |
| Fin du programme Timecode ininterrompu 30 s minimum | Niveau de noir (300 mV) | Silence |
| Mono                                                | Stereo | |
| 1000 Hz continu à -18 dBFS                          | A1: 1000 Hz intermittent à -18 dBFS A2: 1000 Hz continu à -18 dBFS | |

### PAD HD
Se réfère au documents suivants (la plupart sont devenus obsolètes en 2011):
- Vidéo :
  - ITU-R BT.601 : Paramètres de codage vidéo SD
  - ITU-R BT.709 : Paramètres de codage vidéo HD
  - EBU-R103 2000 : Tolérance des couleurs illégales
  - EBU-R92 1999 : Zone d’image active en 625/50
  - SMPTE 274M : Paramètres signal HD 1920x1080
  - SMPTE 291M : Ancilary data
  - SMPTE RP-188 : ANC Time Code et Data
- Audio :
  - EBU R 128
  - ITU-R BS.1770-3 : Algorithme de mesure audio Leq RLB
  - ITU-R BS.775 : Disposition des haut-parleurs 5.1
  - UER-R91-1998 : Allocation des canaux en audio 5.1
  - EBU Tech 3304 : Signaux de test audio 5.1
  - SMPTE 299M : Audio 24-bit pour HD TV
  - IEC 60268-5 : Écoutes audio
  - CST-RT 016-TV : Méthodologie de mesure du dialogue level

## PAD fichier
Depuis quelques années, les diffuseurs acceptent de se faire livrer les PAD sous forme de fichiers informatiques dématérialisés pouvant être échangés par des réseaux de télécommunication (transfert de fichiers - FTP sécurisés). De plus en plus, ce moyen de livraison est préféré par les laboratoires aux supports cassettes, c'est moins encombrant, moins coûteux, c'est un gain de temps pour la fabrication et les éventuelles modifications en cas de refus. La plupart du temps, il s'agit d'une forme de conteneur MXF encapsulant un codec XDCAM.

## Commentaires
Le PAD présenté au diffuseur sera vérifié pour acceptation ou refus. Dans ce cas une fiche de vérification ou un Visa Technique pourra être communiquée au producteur, justifiant les motifs de refus (pour l'image ou pour le son). La problématique en France, pays du « Droit d'Auteur » est que juridiquement l'auteur peut exprimer des désirs artistiques conflictuels avec les normes de diffusion contractuelles. En général, ce problème de Droit se règle à l'amiable.